# Cieksyn (przystanek kolejowy)
Cieksyn – przystanek kolejowy w Cieksynie, w województwie mazowieckim, w Polsce. Znajduje się tu 1 peron. Przystanek jest obsługiwany pociągami Kolei Mazowieckich.

## Ruch pasażerski
| Rok  | Wymiana pasażerska na dobę |
| ---- | -------------------------- |
| 2017 | 20-49                      |
| 2022 | 50-99                      |